# Gran Premio de Austria de Motociclismo de 1989
El Gran Premio de Austria de Motociclismo de 1989 fue la séptima prueba de la temporada 1989 del Campeonato Mundial de Motociclismo. El Gran Premio se disputó el 4 de junio de 1989 en el circuito de Salzburgring.

## Resultados 500cc
En la clase reina, dominio del piloto estadounidense Kevin Schwantz que obtuvo la pole position, la vuelta rápida y la victoria de la etapa. En el podio, los otros pilotos estadounidendeses Eddie Lawson y Wayne Rainey. En la clasificación general del campeonato comanda Rainey por delante de Lawson.
| Pos.     | Piloto                | Equipo                                   | Moto      | Tiempo     | Pts. |
| -------- | --------------------- | ---------------------------------------- | --------- | ---------- | ---- |
| 1        | Kevin Schwantz        | Suzuki Pepsi Cola                        | Suzuki    | 38:39.005  | 20   |
| 2        | Eddie Lawson          | Rothmans Kanemoto Honda                  | Honda     | +2.130     | 17   |
| 3        | Wayne Rainey          | Team Lucky Strike Roberts                | Yamaha    | +19.900    | 15   |
| 4        | Christian Sarron      | Sonauto Gauloises Blondes Yamaha Mobil 1 | Yamaha    | +37.830    | 13   |
| 5        | Kevin Magee           | Team Lucky Strike Roberts                | Yamaha    | +38.140    | 11   |
| 6        | Pierfrancesco Chili   | HB Honda Gallina Team                    | Honda     | +38.500    | 10   |
| 7        | Ron Haslam            | Suzuki Pepsi Cola                        | Suzuki    | +38.910    | 9    |
| 8        | Mick Doohan           | Rothmans Honda Team                      | Honda     | +56.770    | 8    |
| 9        | Freddie Spencer       | Marlboro Yamaha Team Agostini            | Yamaha    | +58.040    | 7    |
| 10       | Dominique Sarron      | Team ROC Elf Honda                       | Honda     | +1:03.590  | 6    |
| 11       | Rob McElnea           | Cabin Racing Team                        | Honda     | +1:15.170  | 5    |
| 12       | Alessandro Valesi     | Team Iberia                              | Yamaha    | +1 Vuelta  | 4    |
| 13       | Simon Buckmaster      | Racing Team Katayama                     | Honda     | +1 Vuelta  | 3    |
| 14       | Marco Gentile         | Fior Marlboro                            | Fior      | +2 Vueltas | 2    |
| 15       | Bruno Kneubühler      | Romer Racing Suisse                      | Honda     | +2 Vueltas | 1    |
| 16       | Josef Doppler         |                                          | Honda     | +2 Vueltas |      |
| 17       | Georg Robert Jung     | Romer Telefix                            | Honda     | +2 Vueltas |      |
| 18       | Stefan Klabacher      |                                          | Honda     | +2 Vueltas |      |
| 19       | Michael Rudroff       | HRK Motors                               | Honda     | +2 Vueltas |      |
| 20       | Karl Dauer            | PC Racing                                | Honda     | +2 Vueltas |      |
| 21       | Nicholas Schmassman   | FMS                                      | Honda     | +2 Vueltas |      |
| 22       | Fernando González     | Club Motocross Pozuelo                   | Honda     | +2 Vueltas |      |
| 23       | Pavel Dekanek         |                                          | Honda     | +3 Vueltas |      |
| 24       | Rudolf Zeller         |                                          | Manhattan | +3 Vueltas |      |
| 25       | Hans Klingebiel       |                                          | Honda     | +3 Vueltas |      |
| 26       | Thomas Berghammer     |                                          | Suzuki    | +3 Vueltas |      |
| Ret      | Alois Meyer           | Rallye Sport                             | Honda     | Ret        |      |
| Ret      | Randy Mamola          | Cagiva Corse                             | Cagiva    | Ret        |      |
| Ret      | Juan López Mella      | Club Motocross Pozuelo                   | Honda     | Ret        |      |
| DNS      | Norihiko Fujiwara     | Yamaha Motor Company                     | Yamaha    | DNS        |      |
| DNQ      | Larry Moreno Vacondio |                                          | Suzuki    | DNQ        |      |
| Fuentes: |                       |                                          |           |            |      |

## Resultados 250cc
Cuarto triunfo de la temporada y tercera consecutivo del español Sito Pons consolidándose en la primera posición de la clasificación general con 41 puntos de ventaja sobre el francés Jean-Philippe Ruggia (octavo en este Gran Premio) y 55 sobre Carlos Cardús (que fue sexto). Le acompañaron en el podio el suizo Jacques Cornu y el alemán Martin Wimmer.
| Pos. | Piloto                    | Moto      | Tiempo   | Pts. |
| ---- | ------------------------- | --------- | -------- | ---- |
| 1    | Sito Pons                 | Honda     | 34.29.14 | 20   |
| 2    | Jacques Cornu             | Honda     | 34.31.18 | 17   |
| 3    | Martin Wimmer             | Aprilia   | 34.31.40 | 15   |
| 4    | Helmut Bradl              | Honda     | 34.33.57 | 13   |
| 5    | Didier de Radiguès        | Aprilia   | 34.39.68 | 11   |
| 6    | Carlos Cardús             | Honda     | 34.45.25 | 10   |
| 7    | Reinhold Roth             | Honda     | 34.45.47 | 9    |
| 8    | Jean-Philippe Ruggia      | Yamaha    | 34.45.71 | 8    |
| 9    | Loris Reggiani            | Honda     | 34.46.03 | 7    |
| 10   | Masahiro Shimizu          | Honda     | 34.46.26 | 6    |
| 11   | Jochen Schmid             | Honda     | 35.09.55 | 5    |
| 12   | Harald Eckl               | Aprilia   | 35.11.08 | 4    |
| 13   | Renzo Colleoni            | Aprilia   | 35.23.51 | 3    |
| 14   | Maurizio Vitali           | Honda     | 35.23.82 | 2    |
| 15   | Wilco Zeelenberg          | Honda     | 35.24.36 | 1    |
| 16   | Bernard Schick            | Yamaha    | 35.24.57 |      |
| 17   | Jean-François Baldé       | Yamaha    | 35.24.91 |      |
| 18   | Daniel Amatriaín          | Honda     | 35.25.08 |      |
| 19   | Alex Barros               | Yamaha    | 35.25.64 |      |
| 20   | Bernd Kassner             | Yamaha    | 35.26.25 |      |
| 21   | Garry Cowan               | Yamaha    | 35.29.10 |      |
| 22   | Alberto Puig              | Yamaha    | 35.34.00 |      |
| 23   | Andrew Leisner            | Honda     | 35.36.07 |      |
| 24   | August Auinger            | Yamaha    | 35.45.11 |      |
| 25   | Manfred Herweh            | Yamaha    | 1 Vuelta |      |
| 26   | Kevin Mitchell            | Yamaha    | 1 Vuelta |      |
| 27   | Jean-Francois Foray       | Yamaha    | 1 Vuelta |      |
| 28   | Virginio Ferrari          | Gazzaniga | 1 Vuelta |      |
| 29   | Fausto Ricci              | Aprilia   | 1 Vuelta |      |
| Ret  | Luca Cadalora             | Yamaha    | Ret      |      |
| Ret  | Alberto Rota              | Aprilia   | Ret      |      |
| Ret  | Alain Bronec              | Aprilia   | Ret      |      |
| Ret  | Juan Garriga              | Yamaha    | Ret      |      |
| Ret  | Andreas Preining          | Aprilia   | Ret      |      |
| Ret  | Hans Becker               | Seel      | Ret      |      |
| Ret  | Adrien Morillas           | Yamaha    | Ret      |      |
| DNQ  | Erich Neumair             | Aprilia   | DNQ      |      |
| DNQ  | Patrick van den Goorbergh | Yamaha    | DNQ      |      |
| DNQ  | Josef Hutter              | Honda     | DNQ      |      |
| DNQ  | K. Daubauer               | Rotax     | DNQ      |      |
| DNQ  | Darren Milner             | Yamaha    | DNQ      |      |
| DNQ  | Martin Sraj               | Honda     | DNQ      |      |

## Resultados 125cc
Caído en la última práctica libre e incapaz de comenzar con el titular de pole position, el español Jorge Martínez Aspar, la victoria fue para el holandés Hans Spaan por delante de los españoles Julián Miralles y Àlex Crivillé. En la clasificación provisional del campeonato en primer lugar se encuentra el italiano Ezio Gianola que en esta ocasión se vio obligado a retirarse.
| Pos. | Piloto               | Moto      | Tiempo   | Pts. |
| ---- | -------------------- | --------- | -------- | ---- |
| 1    | Hans Spaan           | Honda     | 37.10.29 | 20   |
| 2    | Julián Miralles      | Derbi     | 37.36.41 | 17   |
| 3    | Àlex Crivillé        | JJ Cobas  | 37.46.50 | 15   |
| 4    | Bruno Casanova       | Aprilia   | 37.52.44 | 13   |
| 5    | Fausto Gresini       | Aprilia   | 37.52.69 | 11   |
| 6    | Dirk Raudies         | Honda     | 37.53.31 | 10   |
| 7    | Domenico Brigaglia   | Garelli   | 37.53.56 | 9    |
| 8    | Corrado Catalano     | Gazzaniga | 37.55.69 | 8    |
| 9    | Allan Scott          | Honda     | 37.55.91 | 7    |
| 10   | Robin Milton         | Honda     | 37.56.42 | 6    |
| 11   | Jean-Claude Selini   | Honda     | 38.08.89 | 5    |
| 12   | Thierry Feuz         | Honda     | 38.09.10 | 4    |
| 13   | Stefan Prein         | Honda     | 38.15.70 | 3    |
| 14   | Manfred Fischer      | Honda     | 38.17.99 | 2    |
| 15   | Alfred Waibel        | Honda     | 38.20.01 | 1    |
| 16   | Gastone Grassetti    | Aprilia   | 38.20.21 |      |
| 17   | Manfred Baumann      | Honda     | 38.23.87 |      |
| 18   | Robin Appleyard      | Honda     | 38.37.96 |      |
| 19   | Flemming Kistrup     | Honda     | 38.41.12 |      |
| 20   | Bady Hassaine        | Honda     | 38.42.75 |      |
| 21   | Heinz Lüthi          | Honda     | 38.50.20 |      |
| 22   | Hisashi Unemoto      | Honda     | 39.07.41 |      |
| 23   | Mike Leitner         | Honda     | 1 Vuelta |      |
| Ret  | Adi Stadler          | Honda     | Ret      |      |
| Ret  | Stefan Dörflinger    | Krauser   | Ret      |      |
| Ret  | Alex Bedford         | EMC       | Ret      |      |
| Ret  | Ezio Gianola         | Honda     | Ret      |      |
| Ret  | Herri Torrontegui    | Honda     | Ret      |      |
| Ret  | Esa Kytölä           | Honda     | Ret      |      |
| Ret  | Taru Rinne           | Honda     | Ret      |      |
| Ret  | Koji Takada          | Honda     | Ret      |      |
| Ret  | Gerhard Waibel       | Honda     | Ret      |      |
| Ret  | Luis Miguel Reyes    | Honda     | Ret      |      |
| Ret  | Lucio Pietroniro     | Honda     | Ret      |      |
| Ret  | Doriano Romboni      | Honda     | Ret      |      |
| DNS  | Jorge Martínez Aspar | Derbi     | DNS      |      |
| DNQ  | Pier Paolo Bianchi   | Seel      | DNQ      |      |
| DNQ  | Javier Debón         | JJ Cobas  | DNQ      |      |
| DNQ  | Janez Pintar         | Honda     | DNQ      |      |
| DNQ  | Johnny Wickström     | Honda     | DNQ      |      |
| DNQ  | Rafael Roses         | Honda     | DNQ      |      |
| DNQ  | Klaus-Dieter Kindle  | Honda     | DNQ      |      |
| DNQ  | Jos van Dongen       | Casal     | DNQ      |      |
| DNQ  | Emilio Cuppini       | Aprilia   | DNQ      |      |
| DNQ  | Othmar Schuler       | Honda     | DNQ      |      |
| DNQ  | Trevor Manley        | Honda     | DNQ      |      |
| DNQ  | Håkan Olsson         | Rotax     | DNQ      |      |